# 埃及广播电视联盟
埃及广播电视联盟（阿拉伯语：‎），原名阿拉伯广播电视联盟。是埃及的公共播送服务，由埃及政府运营。埃及广播电视联盟是欧洲广播联盟和亚太广播联盟的成员之一。